# József Varga (szermierz)
József Varga (ur. 5 września 1957) – węgierski szermierz, brązowy medalista mistrzostw świata.
Podczas mistrzostw świata w Barcelonie w 1985 roku Węgrzy w składzie: Imre Bujdosó, Imre Gedővári, György Nébald i József Varga zdobyli brązowy medal w szabli drużynowej. Był to jedyny medal wywalczony przez Vargę w zawodach tego cyklu.
Nigdy nie wziął udziału w igrzyskach olimpijskich.